# Домбаровка
Домба́ровка (рос. Домбаровка) — село у складі Домбаровського району Оренбурзької області, Росія.

## Населення
Населення — 809 осіб (2010; 768 у 2002).
Національний склад (станом на 2002 рік):
- казахи — 41 %
- росіяни — 36 %